# Joonas Pylsy
 Joonas Pylsy  (* 1. Januar 1990) ist ein finnischer Unihockeyspieler, der beim Nationalliga-A-Verein SV Wiler-Ersigen unter Vertrag steht.

## Karriere

### Verein

#### Happee
Pylsy debütierte 2009 in der höchsten finnischen Spielklasse für Happee. In seiner letzten Saison bei Happee wurde er finnischer Meister.

#### Unihockey Tigers Langnau
2014 verkündeten die Unihockey Tigers Langnau Pylsy als Ersatz für den zu Floorball Köniz abgewanderten Christian Kjellmann. Er unterschrieb einen Einjahresvertrag bei den Emmentalern. Nach Ablauf der Saison verlängerten die Unihockey Tigers Langnau um ein weiteres Jahr.

#### SC Classic
2016 unterschrieb Pylsy einen Vertrag beim finnischen Spitzenclub SC Classic. Mit dem SC Classic gewann er in drei Jahren drei Mal die finnische Meisterschaft und gehörte zu den weltbesten Spielern auf seiner Position. Pylsy gehörte zu den besten Zwei-Weg-Centern der finnischen Salibandyliiga.

#### SV Wiler-Ersigen
2019 verpflichtete der Schweizer Rekordmeister SV Wiler-Ersigen neben Krister Savonen auch Pylsy.

### Nationalmannschaft
2015 wurde Pylsy erstmals für die A-Nationalmannschaft aufgeboten.